# توني خان
توني خان (بالإنجليزية: Tony Khan)‏ هو رجل أعمال أمريكي، ولد في 10 أكتوبر 1982 في تشامبيغن في الولايات المتحدة.